# Calle Cortlandt (línea de la Séptima Avenida–Broadway)
WTC Cortlandt (también conocida como Calle Cortlandt-World Trade Center) es una estación  en la línea de la Séptima Avenida-Broadway del Metro de Nueva York de la A de la ex-Interborough Rapid Transit Company. La estación se encuentra localizada en el Financial District, Manhattan. Durante los ataques del 11 de septiembre, la estación fue destruida, por lo que permaneció cerrada por casi 17 años hasta su reapertura a poco del aniversario de los atentados el 8 de septiembre de 2018.

## Historia
Cuando ocurrieron los atentados terroristas del 11 de septiembre de 2001, tanto como la estación, calles y túneles fueron dañados, debido al colapso del World Trade Center, por lo que se tuvo que cerrar desde aquí hasta la estación de la Calle Chambers. Las columnas de la estación no resistieron el enorme peso de las Torres Gemelas, por lo que colapsaron. Para dar servicio rápido al sur de las estaciones de la Calle Rector y South Ferry, se tuvieron que demoler lo que quedaba de la estación y se construyeron paredes donde se encontraban las plataformas, mientras que los túneles de la Calle Cortlandt fueron completamente construidos.  La línea abrió el 15 de septiembre de 2002, con trenes pasando por la estación de la Calle Cortlandt.
La estación fue reabierta el 8 de septiembre de 2018.